# Przełom Dzikiej Orlicy

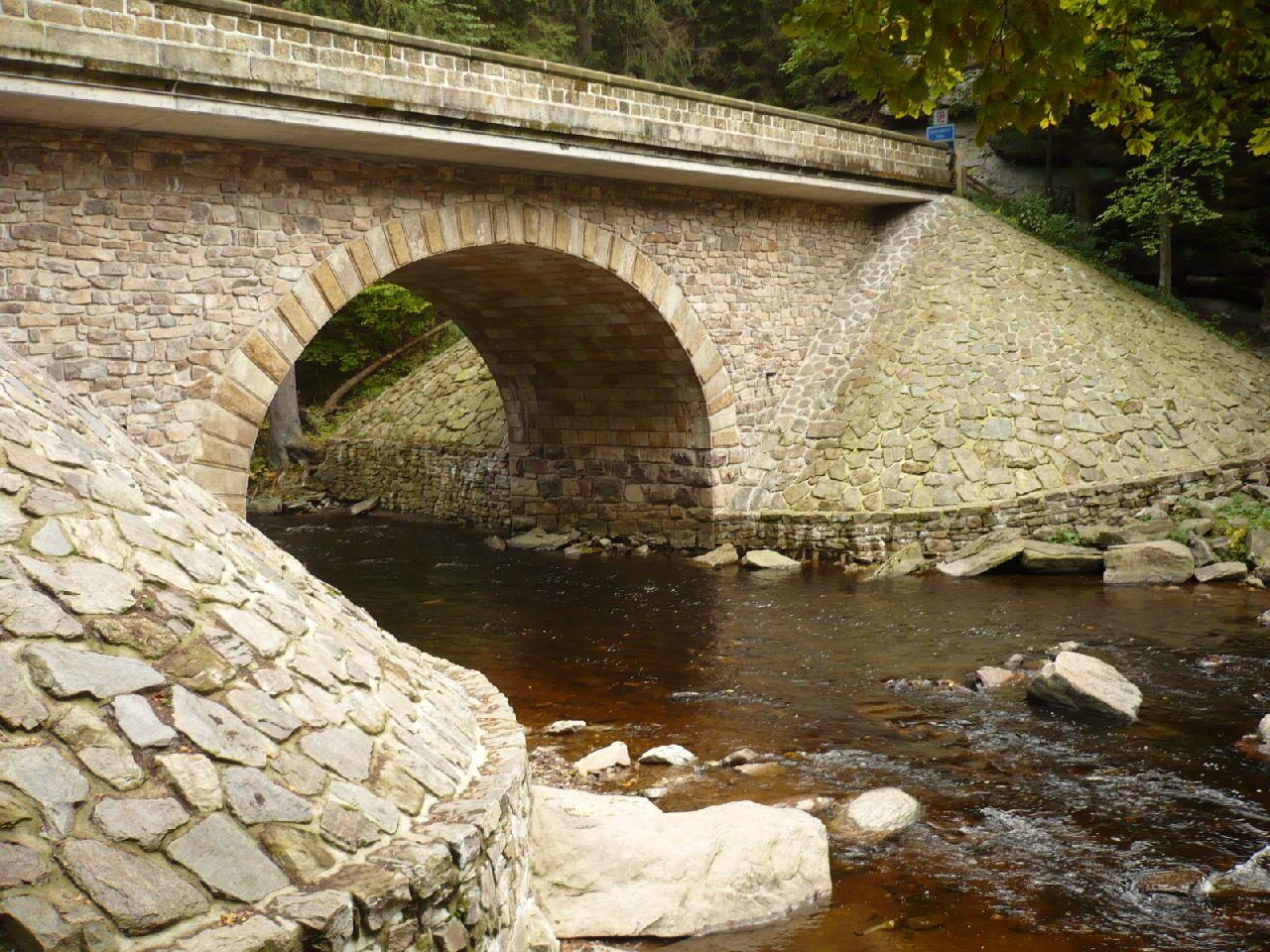
Jednołukowy kamienny most na przełomie Dzikiej Orlicy w Rezerwacie przyrody Zemská brána

Przełom Dzikiej Orlicy – przełomowa dolina w północno-środkowych Czechach, w Górach Orlickich w Sudetach Środkowych.
Przełomowa dolina znajduje się w Górach Orlickich na obszarze Rezerwatu Przyrody "Ziemska brama" (czes. Přírodní rezervace "Zemská" brána), między Lesicą po północno-wschodniej stronie a Klášterec nad Orlicí po południowo-zachodniej stronie, około 6,5 km na zachód od centrum Międzylesia.

## Opis
Za Lesicą, w miejscu, w którym do Dzikiej Orlicy uchodzi Czerwony Strumień, Dzika Orlica zmienia gwałtownie nurt na południowo-zachodni, opuszcza granice Polski i wpływa na teren rezerwatu przyrody "Ziemska brama", gdzie tworzy jeden z ładniejszych w Górach Orlickich przełomów. Tak nazywany jest odcinek Dzikiej Orlicy pod osadą Čihák, na którym rzeka przecina w poprzek obniżony grzbiet Gór Orlickich, wcinając się o ponad 100 m w głąb poniżej grzbietu. Rzeka na odcinku 2,2 km wyżłobiła dolinę w mocnych, ale spękanych skałach gnejsowych i przeniknęła na terytorium Czech. Na dnie wąskiego kamienistego koryta rzeki na odcinku kilkaset metrów zalegają obtoczone gnejsowe głazy, a brzegi otaczają strome wyraziste gnejsowe skały, które sprawiają wrażenie naturalnej bramy wejściowej, przez którą rzeka wpływa do Czech.

## Historia
Przez dolinę przechodził w przeszłości przemytniczy szlak "Kładka Przemytników" (Pašerácka lávka). Przed wiekami bliskość granicy z Austrią pomagała przeżyć okolicznym mieszkańcom. Przenoszono tym szlakiem austriackie cygara, tytoń, proch, a także towary luksusowe, kawę i cykorię.
Architektura mostu na Dzikiej Orlicy na początku Ziemskiej Bramy została tak dobrana, aby wyeksponować piękno tego miejsca. W przeszłości używane było określenie "Brama do raju". Most został zaprojektowany przez włoskich inżynierów i zbudowany w latach 1901–03 przez czeskich kamieniarzy. W 2004 roku w ramach remontu drogi z Naratova do Lichkova całkowicie zrekonstruowano zabytkowy most.
Osada w pobliżu przełomu leżąca na szlaku przemytniczym wzięła nazwę Čihák, ponieważ na przemytników w osadzie czatowali strażnicy graniczni.(čihat – czatować).

## Atrakcje turystyczne
- Kładka Przemytników (Pašerácka lávka)
- Skały zbójnika Ledřička
- Kamienny jednołukowy most z początku XX wieku
- Skalista przełomowa dolina
- Klášterec nad Orlicí o historycznej nazwie po spalonym klasztorze przez husytów
- Betonowe umocnienia (ropiki) grupy warownej "Adam" – pozostałość po betonowej granicy z lat 1936/38.